# Austrian International 1993
Die Austrian International 1993 fanden vom 22. bis zum 25. April 1993 im Sportcomplex Sacre Coeur in Pressbaum statt. Es war die 23. Austragung dieser offenen internationalen Meisterschaften von Österreich im Badminton.

## Sieger und Platzierte
| Disziplin    | Gold                           | Silber                          | Bronze                           |
| ------------ | ------------------------------ | ------------------------------- | -------------------------------- |
| Herreneinzel | Chris Bruil                    | Thomas Johansson                | Hans Sperre                      |
| Herreneinzel | Chris Bruil                    | Thomas Johansson                | Kenneth Jonassen                 |
| Dameneinzel  | Irina Serova                   | Astrid van der Knaap            | Anne Søndergaard                 |
| Dameneinzel  | Irina Serova                   | Astrid van der Knaap            | Suzanne Louis-Lane               |
| Herrendoppel | Simon Archer Nick Ponting      | Edwin van Dalm Quinten van Dalm | Michael Keck Stephan Kuhl        |
| Herrendoppel | Simon Archer Nick Ponting      | Edwin van Dalm Quinten van Dalm | Harald Koch Jürgen Koch          |
| Damendoppel  | Anne Søndergaard Lotte Thomsen | Joanne Goode Alison Humby       | Sandra Dimbour Sandrine Lefèvre  |
| Damendoppel  | Anne Søndergaard Lotte Thomsen | Joanne Goode Alison Humby       | Eline Coene Erica van den Heuvel |
| Mixed        | Joanne Goode Nick Ponting      | Heinz Fischer Irina Serova      | Simon Archer Sarah Hardaker      |
| Mixed        | Joanne Goode Nick Ponting      | Heinz Fischer Irina Serova      | Ron Michels Erica van den Heuvel |

## Finalergebnisse
| Disziplin    | Sieger                         | Finalist                        | Ergebnis          |
| ------------ | ------------------------------ | ------------------------------- | ----------------- |
| Herreneinzel | Chris Bruil                    | Tomas Johansson                 | 15-10 15-12       |
| Dameneinzel  | Irina Serova                   | Astrid van der Knaap            | 11-8 11-7         |
| Herrendoppel | Simon Archer Nick Ponting      | Edwin van Dalm Quinten van Dalm | 15-5 15-5         |
| Damendoppel  | Anne Søndergaard Lotte Thomsen | Joanne Wright Alison Humby      | 15-13 14-17 15-11 |
| Mixed        | Nick Ponting Joanne Wright     | Heinz Fischer Irina Serova      | 15-9 15-7         |